# Jérôme Goffette
 (avril 2020).
 (avril 2020).
Il peut être nécessaire de l'améliorer pour respecter le principe de neutralité de point de vue. Veuillez consulter la page de discussion pour plus de détails.

Pour les articles homonymes, voir Goffette.
Jérôme Goffette (né en 1966) est un philosophe français. Ses travaux de recherche portent sur l’humanité augmentée, qu’il préfère appeler « anthropotechnie », sur la philosophie du corps et l’imaginaire du corps, ainsi que sur des questions d’éthique et de philosophie de l’existence, pour lesquelles il a proposé les concepts de « modèle de l’accord » et de « synomie ».

## Philosophie

### Formation
Jérôme Goffette est admis à l'agrégation de philiosophie en 1991.
Il a été formé à la philosophie des sciences de Georges Canguilhem et Jean Gayon

### Humanité augmentée et anthropotechnie
Ses premiers travaux interrogent l’émergence et la multiplication, au sein de la médecine, de pratiques ne relevant pas du concept de médecine à usage thérapeutique au sens strict, mais aussi d'esthétique et d'amélioration[source insuffisante]. Il en vient ainsi à caractériser la naissance d’une nouvelle discipline, l’anthropotechnie, dont il donne cette définition :
« Art ou technique de transformation extra-médicale de l'être humain par intervention sur son corps »
Il fait donc partie des universitaires se prononçant en faveur d’une démarcation forte entre médecine et anthropotechnie (ou humanité augmentée), pour des raisons à la fois intellectuelles, pratiques et éthiques, comme il s’en explique dans Naissance de l’anthropotechnie, puis dans Inquiring into Human Enhancement.
La question de la balance bénéfice-risque pour les actes anthropotechniques l’a conduit à développer un regard prospectif, compte tenu des scandales sanitaires (dopage sportif, affaire Poly Implant Prothèse, Implant files, etc.) et des pressions économiques existantes.
Le rapport préparatoire à la révision des lois de bioéthique, en 2010, s'appuie sur ses analyses lorsqu'il aborde les questions éthiques émergentes, conduisant aux propositions n°79 et 80 du rapport : organiser une conférence de citoyens et effectuer un travail de veille concernant les perspectives d'amélioration des performances humains[passage promotionnel][source insuffisante][source secondaire nécessaire].
L'Académie Nationale de Chirurgie l'a invité sur cette question à prononcer la conférence d'invité d'honneur de la séance solennelle 2018[réf. nécessaire].

### Éthique et philosophie de l’existence
En 2020, il publie Nous — Manifeste d’un nouvel humanisme. Cet ouvrage propose d'approfondir le modèle du consentement  pour aller vers le modèle de l’accord. Il propose aussi de compléter le respect de l’autonomie des personnes individuelles par un respect de la« synomie » des personnes collectives.

## Œuvres principales
- Nous — Manifeste d'un nouvel humanisme, Paris BoD, 2020.
- Naissance de l'anthropotechnie, Paris, Vrin, 2006